# استان توئودنیت
استان توئودنیت (به لاتین: Taoudénit Region) یک استان در مالی است که در مالی واقع شده‌است.